# Мурза, Миндаугас
Миндаугас Гервалдас (до 2012 г. — Миндаугас Мурза; род. 16 декабря 1973, Шяуляй, Литва) — лидер ультранационалического Союза литовского народа.

## Биография
Окончил школу в 1989 году в городе Шяуляй.
В возрасте шестнадцати лет он вступил Союз литовских стрелков в 1990 году. В том же году вступил в добровольную службу охраны края (SKAT). В 1991 году стал командиром отделения. В январе 1991 года во время Январских событий в Вильнюсе охранял Верховный Совет Литвы.
В 1992 году был назначен заместителем командира взвода, а потом командиром взвода добровольной службы охраны края (SKAT), далее — заместителем командира роты.
В 1993 поступил в Вильнюсское военное училище (ныне Литовская военная академия) на специальность — пограничник.
После приказа командования подавить военной силой мятеж курсантов из Каунаса против нового правительства, возглавляемого бывшими коммунистами, подал заявление об уходе из ВУЗа и создал тайный военный союз.
В мае 1995 был арестован на 10 суток, в 2001 году приговорен к тюремному заключению на два месяца.
В 1996 году создал национал-социальный союз.
В 2002 году был избран в муниципальный совет города Шяуляй, получив более 10 % голосов избирателей.
В 2003—2007 годах был членом совета города Шяуляй.
Председатель комитета по общественному порядку.
Взгляды Миндаугаса Гервалдаса базируются на идее: «Литва для литовцев», «Европа для европейцев».
Известен как один из самых активных участников митинга против гей-парадов и растления несовершеннолетних, и знаменит своими многочисленными протестами против насилия над ребёнком во время известного процесса по педофилии в Литве, также многочисленный участник митингов и пикетов в Гарляве.
Женат на российской писательнице и редакторе Злате Рапп-Гервалдене. 12 апреля 2012 года у супругов родился сын Таутвилас. В 2012 году официально поменял фамилию Мурза на политический псевдоним — Гервалдас, что означает: хороший правитель.